# Список оперных театров России

В списке оперных театров России представлены репертуарные театры, расположенные или располагавшиеся на территории Российской Федерации, в репертуар которых входят или входили оперы в классическом понимании. В список не включены музыкальные театры, где выполняются постановки оперетт, мюзиклов, рок-опер и других музыкально-театральных жанров, но не ставятся оперы. По состоянию на 2017 год в России более тридцати оперных театров, расположенных во всех федеральных округах.
Список содержит два основных раздела: действующие театры, исторические (закрытые) театры. Действующие театры разбиты по федеральным округам. Сортировка внутри разделов списка по дате основания.
Старейшим среди действующих оперных театров страны является Большой театр, основанный в 1776 году. Среди городов наибольшее представительство в списке у Москвы — семь театров, на втором месте Санкт-Петербург, где располагается четыре. А среди федеральных округов лидирует Приволжский который представлен десятью театрами.
Из действующих тридцати семи театров два были основаны в XVIII веке, три — в XIX веке, тридцать — в XX веке, четыре — в XXI веке. Большинство театров открыты в советский период (двадцать пять); шесть театров — до 1917 года, одиннадцать — после 1991 года.

## Действующие театры
В данном разделе перечислены действующие оперные театры России.

### Центральный федеральный округ
| Название театра                                                                             | Город   | Адрес                                        | Год создания | Художественное руководство | Зал(ы)/Вместимость                                                                                 | Изображение |
| ------------------------------------------------------------------------------------------- | ------- | -------------------------------------------- | ------------ | --- | -------------------------------------------------------------------------------------------------- | ----------- |
| Большой театр                                                                               | Москва  | Театральная площадь, 1                       | 1776         | Художественный руководитель оперы — Маквала Касрашвили, главный дирижёр — Туган Сохиев, главный хормейстер — Валерий Борисов.                         | Историческая сцена (2155 мест), Новая сцена (1000 мест), Бетховенский зал (320 мест)               |             |
| Московский музыкальный театр имени К. С. Станиславского и Вл. И. Немировича-Данченко        | Москва  | Большая Дмитровка, 17                        | 1941         | Художественный руководитель оперы — Александр Титель, главный дирижёр — Феликс Коробов, главный хормейстер — Станислав Лыков                          | Большой зал (1066 мест), Малый зал (182 места), Музыкальная гостиная (150 мест), Атриум (150 мест) |             |
| Детский музыкальный театр имени Н. И. Сац                                                   | Москва  | Проспект Вернадского, 5                      | 1965         | Художественный руководитель — Георгий Исаакян, главный дирижёр — Алевтина Иоффе, главный хормейстер — Вера Давыдова                                   | |             |
| Воронежский театр оперы и балета                                                            | Воронеж | площадь Ленина, дом 7                        | 1968         | Главный дирижёр — Анисичкин Юрий Петрович, художественный руководитель — Огиевский Андрей Кириллович, главный хормейстер — Щербань Ольга Владимировна | 1073 места                                                                                         |             |
| Московский государственный академический Камерный музыкальный театр имени Б. А. Покровского | Москва  | Никольская, 17, строение 1                   | 1972         | с 2018 года - Камерная сцена имени Б.А. Покровского Большого театра России.                                                                           | 204 (в обычной конфигурации)                                                                       |             |
| Геликон-опера                                                                               | Москва  | Большая Никитская, 19/16                     | 1990         | Главный дирижёр — Владимир Понькин, главный режиссёр — Дмитрий Бертман, главный хормейстер — Евгений Ильин                                            | Зал Стравинский (488 мест), Белоколонный зал княгини Шаховской (156 мест)                          |             |
| Московский театр «Новая Опера» имени Е. В. Колобова                                         | Москва  | Каретный ряд, дом 3, стр. 2. (Сад «Эрмитаж») | 1991         | Главный дирижёр — Валентин Урюпин, главный хормейстер — Юлия Сенюкова, режиссёр — Алексей Вэйро.                                                      | 660 мест                                                                                           |             |
| Центр оперного пения Галины Вишневской                                                      | Москва  | Остоженка, 25/1                              | 2002         | | |             |

### Северо-Западный федеральный округ
| Название театра                                                            | Город           | Адрес                  | Год создания | Художественное руководство | Зал(ы)/Вместимость | Изображение |
| -------------------------------------------------------------------------- | --------------- | ---------------------- | ------------ | --- | --- | ----------- |
| Мариинский театр                                                           | Санкт-Петербург | Театральная площадь, 1 | 1783 год     | Художественный руководитель — директор: Народный артист России Валерий Гергиев | Историческая сцена (1609 мест), Новая сцена (Мариинский-2, около 2000 мест), Концертный зал Мариинского театра (1110 мест), Камерные залы (Зал Мусоргского, Зал Прокофьева, Зал Стравинского, Зал Щедрина) |             |
| Михайловский театр                                                         | Санкт-Петербург | Площадь Искусств, 1    | 1833 год     | Музыкальный руководитель-главный дирижёр театра: Александр Ведерников, Художественный руководитель балетной труппы: Начо Дуато                                                                  | |             |
| Музыкальный театр Республики Карелия                                       | Петрозаводск    | Площадь Кирова, 4      | 1955 год     | Режиссёр Полиенко Елена Алексеевна, художественный руководитель оперы Александров Юрий Исаакович, главный дирижёр Синькевич Михаил Александрович, главный хормейстер Зорин Александр Дмитриевич | |             |
| Государственный театр оперы и балета Республики Коми                       | Сыктывкар       | Коммунистическая, 32   | 1992 год     | Главный режиссёр Илья Можайский, главный дирижёр Азат Максутов, главный хормейстер Наталья Масанова                                                                                             | 778 мест |             |
| Камерный музыкальный театр «Санктъ-Петербургъ Опера»                       | Санкт-Петербург | Галерная улица, 33     | 1987 год     | Народный артист России Юрий Александров | |             |
| Санкт-Петербургский государственный детский музыкальный театр «Зазеркалье» | Санкт-Петербург | улица Рубинштейна, 13  | 1987 год     | Художественный руководитель-главный режиссёр: Александр Петров | |             |

### Южный федеральный округ
| Название театра                   | Город          | Адрес                | Год создания | Художественное руководство | Зал(ы)/Вместимость | Изображение |
| --------------------------------- | -------------- | -------------------- | ------------ | -------------------------- | ------------------ | ----------- |
| Астраханский театр оперы и балета | Астрахань      | Анри Барбюса, 16     | 2011         |                            |                    |             |
| Ростовский музыкальный театр      | Ростов-на-Дону | Большая Садовая, 134 | 1999         |                            |                    |             |

### Северо-Кавказский федеральный округ
| Название театра                                                 | Город       | Адрес                         | Год создания | Художественное руководство | Зал(ы)/Вместимость | Изображение |
| --------------------------------------------------------------- | ----------- | ----------------------------- | ------------ | -------------------------- | ------------------ | ----------- |
| Мариинский театр — филиал в Республике Северная Осетия — Алания | Владикавказ | Улица Тхапсаева, 18           | 2017         |                            |                    |             |
| Дагестанский государственный театр оперы и балета               | Махачкала   | Проспект Расула Гамзатова, 38 | 1999         |                            |                    |             |

### Приволжский федеральный округ
| Название театра                                                                         | Город           | Адрес                    | Год создания | Художественное руководство | Зал(ы)/Вместимость                             | Изображение |
| --------------------------------------------------------------------------------------- | --------------- | ------------------------ | ------------ | --- | ---------------------------------------------- | ----------- |
| Пермский театр оперы и балета имени П. И. Чайковского                                   | Пермь           | Петропавловская, 25А     | 1870         | |                                                |             |
| Саратовский театр оперы и балета                                                        | Саратов         | Театральная, 1           | 1875         | |                                                |             |
| Нижегородский театр оперы и балета имени А. С. Пушкина                                  | Нижний Новгород | Белинского, 59/2         | 1931         | |                                                |             |
| Самарский театр оперы и балета имени Д. Д. Шостаковича                                  | Самара          | Площадь Куйбышева, 1     | 1931         | Главный дирижёр — Евгений Хохлов Главный балетмейстер — Юрий Бурлака Главный хормейстер — Ольга Сафронова Главный художник — Елена Соловьева                 | Большой зал — 1100 мест Малая сцена — 160 мест |             |
| Государственный музыкальный театр имени И. М. Яушева                                    | Саранск         | Богдана Хмельницкого, 36 | 1992         | И. О. главного дирижёра — Акулов Максим Александрович, режиссёр-постановщик — Челышев Александр Александрович, главный хормейстер — Милов Александр Петрович | 705 мест                                       |             |
| Башкирский театр оперы и балета                                                         | Уфа             | Ленина, 5А               | 1938         | |                                                |             |
| Татарский театр оперы и балета имени Мусы Джалиля                                       | Казань          | Площадь Свободы, 2       | 1939         | |                                                |             |
| Чувашский государственный театр оперы и балета                                          | Чебоксары       | Московский проспект, 1   | 1993         | |                                                |             |
| Марийский театр оперы и балета имени Эрика Сапаева                                      | Йошкар-Ола      | Комсомольская, дом 130   | 1994         | |                                                |             |
| Государственный театр оперы и балета Удмуртской Республики им. Петра Ильича Чайковского | Ижевск          | Пушкинская улица, 221    | 1993         | |                                                |             |

### Уральский федеральный округ
| Название театра                                     | Город        | Адрес                | Год создания | Художественное руководство | Зал(ы)/Вместимость | Изображение |
| --------------------------------------------------- | ------------ | -------------------- | ------------ | -------------------------- | ------------------ | ----------- |
| Екатеринбургский театр оперы и балета               | Екатеринбург | Проспект Ленина, 46А | 1912         |                            | 1200 мест          |             |
| Челябинский театр оперы и балета имени М. И. Глинки | Челябинск    | Площадь Искусств, 1  | 1956         |                            |                    |             |
| Магнитогорский театр оперы и балета                 | Магнитогорск | Ленина, 16           | 1996         |                            |                    |             |

### Сибирский федеральный округ
| Название театра                                              | Город       | Адрес                 | Год создания | Художественное руководство | Зал(ы)/Вместимость                                | Изображение |
| ------------------------------------------------------------ | ----------- | --------------------- | ------------ | --- | ------------------------------------------------- | ----------- |
| Новосибирский театр оперы и балета                           | Новосибирск | Красный проспект, 36  | 1945         | | Большая сцена — 1449 мест Малая сцена — 333 места |             |
| Красноярский театр оперы и балета имени Д. А. Хворостовского | Красноярск  | улица Перенсона, 2    | 1976         | Музыкальный руководитель и главный дирижёр — Дмитрий Юровский Главный балетмейстер — Анна Жарова Главный режиссёр — Ирина Лычагина | 836 мест (до реконструкции — 1103 места)          |             |
| Омский государственный музыкальный театр                     | Омск        | ул. 10 Лет Октября, 2 | 1981         | | 816 мест                                          |             |

### Дальневосточный федеральный округ
| Название театра                                                                                         | Город       | Адрес                 | Год создания | Художественное руководство | Зал(ы)/Вместимость                           | Изображение |
| --- | ----------- | --------------------- | ------------ | -------------------------- | -------------------------------------------- | ----------- |
| Бурятский театр оперы и балета имени Г. Ц. Цыдынжапова                                                  | Улан-Удэ    | Ленина, 51            | 1952         |                            | 720 мест                                     |             |
| Якутский театр оперы и балета имени Д. К. Сивцева                                                       | Якутск      | Проспект Ленина, 46/1 | 1991         |                            | 646 мест                                     |             |
| Приморская сцена Мариинского театра (в 2013—15 годах — государственный Приморский театр оперы и балета) | Владивосток | Фастовская, 20        | 2016         |                            | Большой зал (1356 мест) Малый зал (305 мест) |             |

## Закрытые театры
В данном разделе представлены закрытые оперные театры, действовавшие ранее на территории современной Российской Федерации.
| Название театра                  | Город                                                                                       | Адрес                  | Год создания          | Год закрытия                                     | Изображение |
| -------------------------------- | ------------------------------------------------------------------------------------------- | ---------------------- | --------------------- | ------------------------------------------------ | ----------- |
| Театр Карла Книпера              | Санкт-Петербург                                                                             | Царицын луг            | 1777 год или 1779 год | 1797 год                                         |             |
| Московская частная русская опера | Москва (1885—1888), Санкт-Петербург (1894—1895), Нижний Новгород (1896), Москва (1896—1904) | несколько адресов      | 1885 год              | 1904 год                                         |             |
| Оперный театр Зимина             | Москва                                                                                      | Большая Дмитровка, 6/2 | 1904 год              | 1924 год (преобразован в филиал Большого театра) |             |